# Исаев, Дмитрий Николаевич
Дми́трий Никола́евич Иса́ев (25 октября 1929 — 18 декабря 2014) — советский и российский врач-психиатр и медицинский психолог, доктор медицинских наук, профессор, заслуженный деятель науки Российской Федерации (2003), основоположник детской медицинской психологии в России.

## Биография
Родился в 1929 году. 
В 1953 году окончил Ленинградский педиатрический медицинский институт. Затем он до 1956 года проходил аспирантуру на кафедре психиатрии под руководством профессора С. С. Мнухина. Потом его назначают главным врачом психиатрического диспансера Сталинского района Ленинграда.
В 1958 году защитил кандидатскую диссертацию на тему «Адаптометрическое изучение некоторых нейродинамических особенностей у детей с разными формами припадочных состояний». В этом же году он становится главврачом психиатрической больницы. В 1960 году он стал ассистентом кафедры психиатрии Ленинградского педиатрического медицинского института. В 1963—1964 годах преподавал детскую психиатрию в Гаванском университете.
С 1970 года был членом правления Ленинградского общества психиатров. В этом же году он был избран заведующим
кафедрой психиатрии. 
В 1971 году он стал доктором медицинских наук, защитив диссертацию на тему «Клинико-физиологическая классификация олигофрении у детей». 
В июле 1973 года ему было присвоено ученое звание профессора.
С 1974 года был консультантом, а с 1977 по 1980 год — специалистом Всемирной организации здравоохранения. С 1978 по 1980 год работал штатным сотрудником Европейского регионального бюро ВОЗ в Копенгагене.
В 1985 году он создал в Ленинградском педиатрическом медицинском институте на факультете усовершенствования врачей новую кафедру — «Детской психиатрии с курсом клинической психологии и психосоматических расстройств» и до 1996 года был её заведующим. С 1984 по 1988 года был проректором этого ВУЗа.
В 1990-х году возглавлял Всесоюзную проблемную комиссию детской психиатрии, был членом проблемных комиссий по олигофрении и медицинской психологии. С 1991 по 1996 года являлся председателем правления Санкт-Петербургского Общества психиатров. С 1996 года стал почетным членом правления Санкт-Петербургского общества психиатров. В этом же году стал профессором кафедры клинико-физиологических дисциплин в Институте специальной педагогики и психологии им. Р. Валленберга, в котором преподавал различные дисциплины до конца своих дней.
С 2003 года заслуженный деятель науки Российской Федерации. В 2006 году удостоился награды Золотая Психея.
Автор более 20 книг и учебников, более 300 научных статей.
Отец известного врача-психиатра Дмитрия Исаева.